# Нейгебауэр, Отто
О́тто Эдуа́рд Нейгеба́уэр (или Нойгебауэр, нем. Otto Eduard Neugebauer, 1899—1990) — австрийский и американский математик и историк науки. Автор глубоких исследований древней и средневековой науки, особенно истории математики и астрономии, его работы оказали значительное влияние на современное содержание истории науки. «Книги О. Нейгебауэра содержат большое богатство оригинальных идей, остроумные реконструкции античных методов, яркие характеристики больших периодов в развитии наук, оценки отдельных идеологических направлений, гипотезы о появлении тех или иных задач и теорий и т. д.».

## Биография
Отто Нейгебауэр родился в 1899 году в семье железнодорожного инженера. Ещё юношей был мобилизован в австрийскую армию и конец Первой мировой войны (1918) встретил артиллерийским лейтенантом на итальянском фронте. После капитуляции Австро-Венгрии некоторое время пробыл в лагере военнопленных, затем был освобождён и занялся обучением. Вначале он 2 года (1919—1921) изучал физику и электротехнику в университете Граца, далее год посещал Мюнхенский университет. С 1922 года Нейгебауэр сделал окончательный выбор в пользу математики и поступил в Гёттингенский университет, где прослушал лекции Рихарда Куранта, Эдмунда Ландау и Эмми Нётер. В 1924—1925 годах занимался историей математики древнего Египта в Копенгагенском университете.
В 1926 году защитил диссертацию на тему «Основы египетских вычислений с дробями». В 1927 году женился на Грете Брук (Grete Bruck), у них родились дочь Марго и сын Джерри.
С 1928 по 1933 год Нейгебауэр преподавал в Гёттингене историю математики. После прихода нацистов к власти отказался присягнуть новому режиму и вернулся в Копенгагенский университет. Когда нацистский режим оккупировал Данию (1939), Нейгебауэр эмигрировал в США и стал профессором Брауновского университета в штате Род-Айленд, а немного позже (1947) возглавил созданную им кафедру истории математики.
В Брауновском университете Нейгебауэр работал до 1984 года; последние 6 лет жизни он провёл в принстонском Институте перспективных исследований, членом которого состоял с 1950 года.

## Научная деятельность
Первая крупная научная работа Нейгебауэра (1927) содержала спорную, но оригинальную и хорошо аргументированную гипотезу о происхождении вавилонской шестидесятеричной системы счисления. Нейгебауэр предположил, что после аккадского завоевания шумерского государства там долгое время одновременно существовали две денежно-весовые единицы: шекель (сикль) и мина, причём было установлено их соотношение 1 мина = 60 шекелей. Позднее это деление стало привычным и породило соответствующую систему записи любых чисел.
В 1929 году Нейгебауэр основал авторитетное периодическое издание, посвящённое истории математики, астрономии и физики (Quellen und Studien zur Geschichte der Mathematik, Astronomie und Physik). Среди опубликованных там его работ — ставшее классическим исследование «Московского папируса», проведенное им в СССР (1928). В 1931 году Нейгебауэр начал выпуск реферативного математического журнала «Zentralblatt MATH», издаваемого до настоящего времени.
В 1936 году Нейгебауэр предложил использовать диофантовы уравнения для датирования и анализа древних рукописей. В 1937 году, после трёхлетней работы, он опубликовал обширный комментированный сборник вавилонских текстов Mathematische Keilschrift-Texte, показавший ранее неизвестные достижения вавилонских математиков.
Переселившись в США (1939), Нейгебауэр вскоре основал ещё одно издание: «Mathematical Reviews», ставший англоязычным аналогом «Zentralblatt MATH». Совместно с Абрахамом Заксом (Abraham Sachs) он подготовил в 1945 году классический сборник «Математические клинописные тексты» (англ. Mathematical Cuneiform Texts).
Нейгебауэр много занимался научной хронологией. Он опубликовал реконструкцию александрийского христианского календаря (IV век) и обосновал его связь с более древним еврейским календарём и с более поздним церковным.

## Награды и почести
- 1949: Мессенджеровские лекции
- 1952: премия Джона Ф. Льюиса, Американское философское общество.
- 1953: премия Хайнемана в разделе точных наук.
- 1961: премия Американского Совета образовательных обществ (American Council of Learned Societies).
- 1967: премия Генри Норриса Рассела от Американского астрономического общества.
- 1973: Австрийский почетный знак за науку и искусство.
- 1977: избран членом Национальной академии наук США.
- 1979: Математическая ассоциация Америки присудила ему премию за выдающиеся достижения в математике.
- 1986: премия Бальцана «за фундаментальные исследования точных наук в древнем мире». Всю премию (250 000 швейцарских франков) Нейгебауэр передал Институту перспективных исследований.
- 1987: медаль Франклина, Американское философское общество.
- 2012: Европейское математическое общество учредило «премию Нейгебауэра» за достижения в истории математики. Первым лауреатом стал голландский историк Ян Хогендейк (Jan Hogendijk).

Нейгебауэр был избран членом 6 академий наук и почётным доктором нескольких университетов.

## Труды

### Некоторые статьи
- The Early History of the Astrolabe. Isis 40 (1949): 240-56.
- The Study of Wretched Subjects. Isis 42 (1951): 111.
- On the 'Hippopede' of Eudoxus. Scripta Mathematica, 19 (1953): 225-29.
- Apollonius' Planetary Theory. Communications on Pure and Applied Mathematics 8 (1955): 641-48.
- The Equivalence of Eccentric and Epicyclic Motion According to Apollonius. Scripta Mathematica, 24 (1959): 5-21.
- Thabit Ben Qurra 'On the Solar Year' and 'On the Motion of the Eighth Sphere.' Proceedings of the American Philosophical Society 106 (1962): 264-98.
- On the Allegedly Heliocentric Theory of Venus by Heraclides Ponticus. American Journal of Philology 93 (1973): 600—601.
- Notes on Autolycus. Centaurus 18 (1973): 66-69.
- Studies in Ancient Astronomy. VIII. The Water Clock in Babylonian Astronomy. Isis, Vol. 37, No. 1/2, pp. 37–43. (May, 1947). JSTOR link. Reprinted in Neugebauer (1983), pp. 239–245.
- (совместно с Ричардом А. Паркером) Egyptian Astronomical Texts: Iii. Decans, Planets, Constellations, and Zodiacs.

### Книги, единственный автор
- Vorgriechische Mathematik Springer, Berlin, 1934.
- The Exact Sciences in Antiquity. Princeton: Princeton University Press, 1952; 2nd edition, Brown University Press, 1957; reprint, New York: Dover publications, 1969. ISBN 978-0-486-22332-2
- A History of Ancient Mathematical Astronomy, 3 тома, Springer, Berlin 1975, ISBN 3-540-06995-X.
- Astronomy and History. Selected Essays. Springer, New York 1983, ISBN 0-387-90844-7.
- Ethiopic Astronomy and Computus, Wien: Verlag der Österreichischen Akademie der Wissenschaften, 1979.

### Книги, совместно с другими авторами
- Mathematische Keilschrifttexte 1-3, Quellen und Studien zur Geschichte der Mathematik, Astronomie und Physik, Serie A, 1935—1937.
- (совместно с Ричардом А. Паркером) Egyptian Astronomical Texts (EAT) 4 тома, Brown University Press, Providence RI 1960—1972.
- (совместно с Абрахамом Заксом) Mathematical Cuneiform Texts. American Oriental Series, vol. 29. New Haven: American Oriental Society, 1945.
- Astronomical Cuneiform Texts, London 1956, 2.
  - Том 1: Introduction. The moon.
  - Том 2: The planets. Indices.
  - Том 3: Plates.
- The Astronomical Tables of al-Khwarizmi, Historiskfilosofiske Skrifter undgivet af Det Kongelige Danske Videnskabernes Selskab, Bind 4, nr. 2. Copenhagen: Ejnar Munksgaard, 1962.
- (совместно с Дэвидом Пингри): The Pancasiddhantika of Varahamihira, Kopenhagen 1970/71
- (совместно с Ноэлем Свердловым): Mathematical astronomy in Copernicus’s De revolutionibus. New York : Springer, 1984.

### Русские переводы трудов
- Нейгебауер О. Лекции по истории античных математических наук. — М.—Л.: ОНТИ, 1937. — 369 с. — (Физико-математическое наследие: математика [история математики]).. Переиздание: ЛКИ/URSS, 2010, ISBN 978-5-382-01153-0.
- Нейгебауер О. Точные науки в древности. — Изд. 5-е. — М.: Едиториал УРСС, 2011. — 240 с. — (Физико-математическое наследие: математика (история математики)). — ISBN 978-5-354-01360-9.